# Organización municipal de la provincia del Neuquén
En la provincia del Neuquén en Argentina el régimen municipal es ejercido por gobiernos locales denominados municipios. Existen también gobiernos locales que no tienen esa categoría y son llamados comisiones de fomento. 
Los municipios y comisiones de fomento no cubren todo el territorio provincial, existiendo áreas no organizadas (sistema de ejidos no colindantes).

## Los municipios en la Constitución de la Nación Argentina
La organización municipal estuvo contemplada en la Constitución de la Nación Argentina desde su primera promulgación el 1 de mayo de 1853, expresando en su artículo 5 que cada provincia debía dictar una constitución que asegurara su régimen municipal. Sin embargo, no estaba claro si los municipios debían ser autónomos o autárquicos hasta la sentencia del 21 de marzo de 1989 de la Corte Suprema de Justicia de la Nación Argentina (Caso Rivademar), que interpretó que los municipios eran constitucionalmente autónomos.
Esta sentencia fue contemplada en la reforma de la Constitución de la Nación Argentina según el texto sancionado el 22 de agosto de 1994:

Art. 123. Cada provincia dicta su propia Constitución, conforme a lo dispuesto por el Art. 5 asegurando la autonomía municipal y reglando su alcance y contenido en el orden institucional, político, administrativo, económico y financiero.

## Los municipios y comisiones de fomento en la Constitución de la Provincia del Neuquén
La Constitución de la Provincia del Neuquén reformada el 17 de febrero de 2006 establece respecto del régimen municipal lo siguiente:

Art. 270. Todo centro de población que alcance a más de quinientos (500) habitantes constituye un municipio que será gobernado por una Municipalidad, con arreglo a las prescripciones de esta Constitución y a la ley orgánica que en su consecuencia dicte la Legislatura y que estará investido de todos los poderes necesarios para resolver por sí los asuntos de orden local y de carácter eminentemente popular.

Art. 271. Los municipios son autónomos en el ejercicio de sus atribuciones y sus resoluciones -dentro de la esfera de sus facultades- no pueden ser revocadas por otra autoridad.

Art. 272. La Legislatura hará la primera delimitación territorial de los municipios y las sucesivas que sean necesarias. Cuando se trate de anexiones serán consultados los electores de los distritos interesados. Cuando se trate de segregaciones, serán consultados únicamente los de la zona que deba segregarse.

Art. 274. Los municipios se dividirán en tres (3) categorías:

1. Municipios de 1º categoría, con más de cinco mil (5.000) habitantes.

2. Municipios de 2º categoría, con menos de cinco mil (5.000) y más de mil quinientos (1.500) habitantes.

3. Municipios de 3º categoría, con menos de mil quinientos (1.500) y más de quinientos (500) habitantes.

Los censos nacionales, provinciales o municipales, legalmente aprobados, determinarán la categoría de los municipios, la que no podrá ser rebajada sin previo reajuste aprobado por ley a dictarse.

Art. 275. Los municipios comprendidos en la primera categoría dictarán sus respectivas Cartas Orgánicas para el propio gobierno sin más limitaciones que las contenidas en esta Constitución (...)

Art. 276. (...) Las Cartas Orgánicas y sus reformas posteriores serán remitidas a la Legislatura, la que podrá formular observaciones en un plazo no mayor de noventa (90) días de tomado estado parlamentario, las que serán comunicadas a la Convención Municipal. Esta podrá rectificar el texto original en el término de treinta (30) días. Vencidos tales plazos sin que medie pronunciamiento, queda sancionado el texto original.

Art. 277. Los municipios de segunda categoría son gobernados por Municipalidades compuestas por dos (2) Departamentos: uno Deliberativo y otro Ejecutivo. El primero es ejercido por un Concejo compuesto de siete (7) miembros elegidos directamente por el pueblo (...) El segundo es ejercido por un ciudadano con el título de intendente (...)

Art. 278. Los municipios de tercera categoría son gobernados por comisiones municipales y se rigen por la ley general que determina su organización y funcionamiento. Se componen de cinco (5) miembros e igual número de suplentes (...) Quien encabeza la lista que se impuso en las elecciones preside la comisión por la totalidad del período electivo, estando a su cargo la administración municipal.

Art. 281. Los municipios de segunda y tercera categoría se regirán por la Ley Orgánica que dicte el Poder Legislativo sobre las bases establecidas en esta Constitución.

Art. 299. El Poder Ejecutivo puede crear, a solicitud de los vecinos, Comisiones de Fomento en aquellos asentamientos con una población estable, con firmes relaciones de vecindad y arraigo, que no alcancen la categoría de municipio, las que serán administradas por un presidente. Los electores empadronados en cada Comisión de Fomento elegirán un (1) presidente titular y un (1) suplente, a simple pluralidad de sufragios, el que durará cuatro (4) años en sus funciones.

### Alcance de la autonomía institucional
La Constitución de la Provincia del Neuquén establece que los municipios de primera categoría (los que superen los 5000 habitantes) pueden obtener la autonomía institucional mediante la sanción de una carta orgánica. La constitución no fija requisitos para el gobierno municipal de los municipios con carta orgánica, pero establece que las cartas orgánicas y sus reforman deben ser remitidas por las convenciones constituyentes a la Legislatura provincial, que podrá rectificarlas.

## Ley n.º 53 delRégimen Municipal
La ley n.º 53 del Régimen Municipal, que fue sancionada el 19 de diciembre de 1958 y modificada varias veces, establece:

Art. 1. Son municipios todos los centros de población que alberguen dentro de una superficie de ocho mil hectáreas (8.000 has), una  población no menor de quinientos (500) habitantes.

Art. 2. Habrá tres clases de municipios, a saber:

a) Municipios de primera categoría, con más de cinco mil habitantes;

b) Municipios de segunda categoría, con menos de cinco mil y más de mil quinientos habitantes;

c) Municipios de tercera categoría, con menos de mil quinientos y más de quinientos habitantes;

Después de la realización de cada censo nacional, provincial o municipal, se determinará por ley qué poblaciones adquirirán la condición de municipios y la categoría a otorgarse a los ya existentes.

Art. 3. Los municipios de primera categoría organizarán su gobierno de acuerdo con lo que establezcan sus respectivas cartas orgánicas (...)

Art. 4. Las autoridades que ejerzan el gobierno municipal serán elegidas directamente por el pueblo, durarán cuatro años en sus funciones y podrán ser reelectas.

Art. 90. La administración local de los municipios de segunda categoría estará a cargo de una Municipalidad compuesta de un Departamento Ejecutivo, desempeñado por un ciudadano con el título de Intendente y un Departamento Deliberativo, desempeñado por 7 ciudadanos con el titulo de concejal.

Art. 167. La administración local de los municipios de tercera categoría estará a cargo de una Comisión Municipal compuesta de cinco miembros titulares y cinco suplentes.

Art. 198. Hasta tanto las Municipalidades de primera categoría no dicten sus Cartas Orgánicas, deberán regir su desenvolvimiento de acuerdo con las prescripciones estatuidas para los municipios de segunda categoría.

## Ley n.º 535
La ley n.º 535 promulgada el 31 de diciembre de 1958 dispuso:

Art. 1. Son municipios de primera categoría: Neuquén (Capital), Centenario, Cutral Có, San Martín de los Andes y Zapala;

De segunda categoría: Chos Malal, Junín de los Andes, Las Lajas y Plottier;

De tercera categoría: Alumminé, Andacollo, Bajada del Agrio, Buta Ranquil, El Huecú, Loncopué, Piedra del Aguila, Pieún Leufú, Plaza Huincul (pueblo), Tricao Malal y Villa La Angostura.

Art. 2. Oportunamente y por decreto se fijarán los límites de las 8000 hectáreas que corresponden al municipio de Plaza Huincul (pueblo).

Con las actualizaciones hasta la ley n.º 3152 promulgada el 2 de noviembre de 2018, la ley vigente dice:

Art. 1. Los municipios de la provincia quedan divididos en las siguientes categorías:

a) Municipios de 1a categoría: Centenario, Chos Malal, Cutral Có, Junín de los Andes, Neuquén capital, Plaza Huincul, Plottier, Rincón de los Sauces, San Martín de los Andes, San Patricio del Chañar, Senillosa, Villa La Angostura y Zapala.

b) Municipios de 2a categoría: Aluminé, Andacollo, Añelo, Buta Ranquil, Las Lajas, Las Ovejas, Loncopué, Mariano Moreno, Picún Leufú, Piedra del Águila, Villa El Chocón, Villa Pehuenia y Vista Alegre.

c) Municipios de 3a categoría: Bajada del Agrio, Barrancas, Caviahue-Copahue, El Cholar, El Huecú, Huinganco, Las Coloradas, Los Miches, Taquimilán y Tricao Malal.

## Decreto n.º 0736/69 de lasComisiones de Fomento
El decreto n.º 0736/69 de las Comisiones de Fomento de 27 de mayo de 1969 organizó las comisiones de fomento:

Art. 1. Las Comisiones de Fomento existentes, o las que en el futuro creare el Poder Ejecutivo en las localidades de la provincia que tengan una población entre 250 y 500 habitantes, se ajustarán en su funcionamiento y régimen administrativo, a las normas que rigen para los municipios de tercera categoría.

Art. 2. La administración de las Comisiones de Fomento estará a cargo de una Comisión Comunal compuesta por un Presidente y cuatro (4) vocales designados entre los vecinos del lugar por el Poder Ejecutivo (...)